# Vaikla
Vaikla est un village de la commune de Iisaku du comté de Viru-Est en Estonie. Sa population est de 58 habitants